# EPMD
EPMD – amerykańska grupa hip-hopowa pochodząca z Brentwood w stanie Nowy Jork utworzona w 1987, działająca z przerwami aż do dziś. Nazwa zespołu jest akronimem słów: "Erick and Parrish Making Dollars" ("Erick i Parrish robią szmal") i odnosi się do jego założycieli Ericka Sermona i Parrisha Smitha. W roli didżejów współpracowali z nimi Diamond J, DJ K La Boss oraz Dj Scratch. Pierwszy i najbardziej ceniony album EPMD - Strictly Business - ukazał się w 1988 roku. Znajdujące się na nim utwory składały się zwykle ze zmiskowanych sampli pochodzących z albumów różnych wykonawców, przez co płyta miała momentami charakter rockowo-funkowy. 
Zespół początkowo zawiesił działalność w 1993 roku, a następnie wznowił ją na dwa lata w roku 1997.
Od 2006 roku dwójka raperów postanowiła ponownie połączyć siły i pracowała wspólnie nad nową płytą o roboczym tytule "We mean Business". Płyta ukazała się 9 grudnia 2008 i zagościli na niej m.in. Redman, Raekwon czy KRS-One.

## Dyskografia
- Strictly Business (1988)
- Unfinished Business (1989)
- Business As Usual (1990)
- Business Never Personal (1992)
- Back in Business (1997)
- Out of Business (1999)
- We Mean Business (2008)